# Bateria płytkowa
Bateria płytkowa – bateria elektryczna na ogół złożona z suchych ogniw Leclanchégo, gdzie zamiast elementów cylindrycznych używa się elementów płaskich, warstwowych.
Umożliwia to lepsze wykorzystanie objętości baterii i poprawia jej charakterystyki.
Baterie płytkowe stosuje się jako baterie anodowe w urządzeniach radiowych, aparaturze geofizycznej itp.